# Alma Kruger
Pour les articles homonymes, voir Kruger.
Alma Kruger est une actrice américaine, née à Pittsburgh (Pennsylvanie, États-Unis) le 13 septembre 1871, morte à Seattle (État de Washington, États-Unis) le 5 avril 1960.

## Biographie
Alma Kruger débute en 1907 au théâtre à Broadway (New York), où elle sera très active, notamment dans des pièces de William Shakespeare, jusqu'en 1936. Cette année-là, elle entame une carrière au cinéma qui s'achève en 1947 (Ambre), après seulement 46 films — mais elle a déjà 65 ans au moment des premiers —. Parmi ses rôles les mieux connus, citons celui de l'infirmière en chef Molly Byrd, entre 1939 (avec On demande le docteur Kildare) et 1947, dans 14 films d'une série « médicale » cinématographique.

## Filmographie partielle
- 1936 : Ils étaient trois (These Three) de William Wyler
- 1936 : L'Obsession de madame Craig (Craig's Wife) de Dorothy Arzner
- 1937 : Deanna et ses boys (One Hundred Men and a Girl) d'Henry Koster
- 1937 : Vogues 1938 d'Irving Cummings
- 1938 : Frou-Frou (The Toy Wife) de Richard Thorpe
- 1938 : Bonheur en location (Mother Carey's Chickens) de Rowland V. Lee
- 1938 : Toute la ville danse (The Great Waltz) de Julien Duvivier
- 1938 : Marie-Antoinette (Marie Antoinette) de W. S. Van Dyke
- 1938 :  Tarnished Angel (en) de Leslie Goodwins

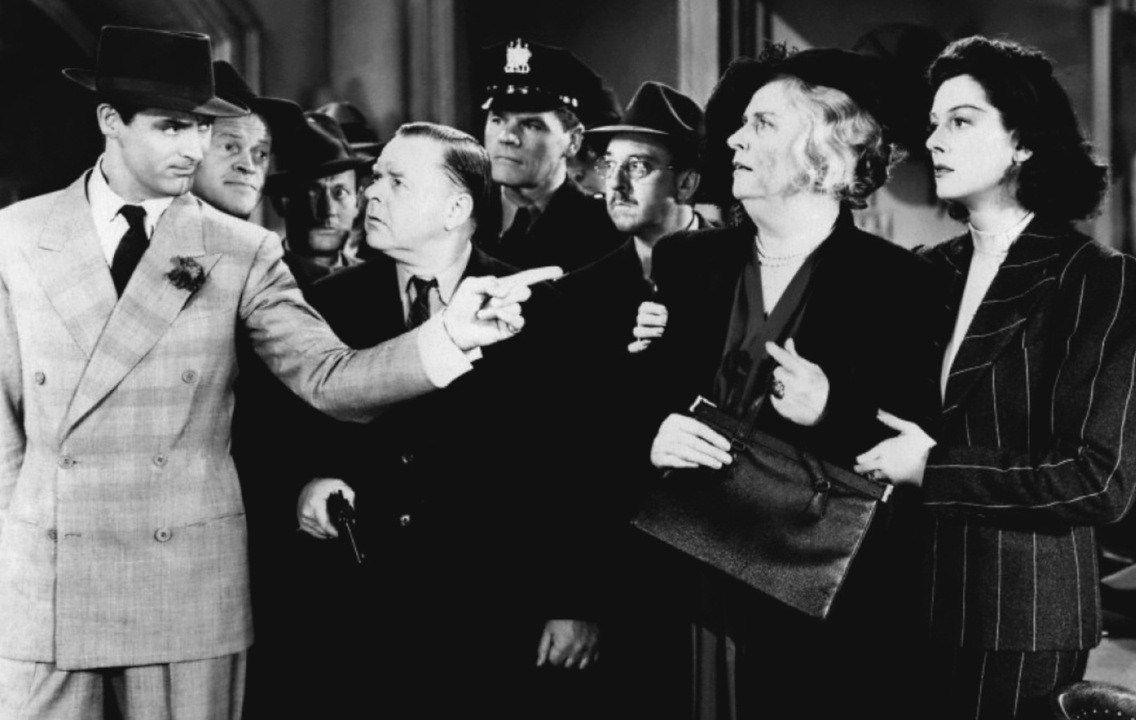
De gauche à droite : Cary Grant, Frank Jenks, Roscoe Karns, Gene Lockhart, Pat Flaherty, Porter Hall, Alma Kruger et Rosalind Russell, dans La Dame du vendredi (1940)

- 1939 : Balalaika de Reinhold Schünzel
- 1939 : Le Lien sacré (Made for each over) de John Cromwell
- 1939 : On demande le docteur Kildare (Calling Dr Kildare) de Harold S. Bucquet
- 1939 : Le Secret du docteur Kildare (The Secret of Dr. Kildare), de Harold S. Bucquet
- 1940 : La Dame du vendredi (His Girl Friday) d'Howard Hawks
- 1940 : L'Étrange Cas du docteur Kildare (Dr. Kildare's Strange Case) de Harold S. Bucquet
- 1940 : Anne of Windy Poplars de Jack Hively
- 1940 : Dr. Kildare Goes Home (en) de Harold S. Bucquet
- 1940 : La Villa des piqués (You'll Find Out) de David Butler
- 1941 : The Trial of Mary Dugan de Norman Z. McLeod
- 1941 : Pudin' Head de Joseph Santley
- 1941 : Blonde Inspiration de Busby Berkeley
- 1942 : Cinquième Colonne (Saboteur) de Alfred Hitchcock
- 1942 : On demande le docteur Gillespie (Calling Dr. Gillespie) de Harold S. Bucquet
- 1942 : Dr. Gillespie's New Assistant de Willis Goldbeck
- 1943 : Dr. Gillespie's Criminal Case de Willis Goldbeck
- 1944 : Trois Hommes en blanc (Three Men in White) de Willis Goldbeck
- 1944 : Babes on Swing Street d'Edward C. Lilley
- 1944 : Madame Parkington (Mrs. Parkington) de Tay Garnett
- 1945 : L'Impossible Amour (Between Two Women) de Willis Goldbeck
- 1946 : Scandale à Paris (A Scandal in Paris) de Douglas Sirk
- 1946 : Voulez-vous m'aimer ? (Do you love me) de Gregory Ratoff
- 1947 : Fun on a Weekend d'Andrew L. Stone
- 1947 : Dark Delusion (en) de Willis Goldbeck
- 1947 : Ambre (Forever Amber) d'Otto Preminger

## Théâtre
Pièces jouées à Broadway
- 1907 : Jean le Baptiste (John the Baptist) d'Hermann Sudermann, adaptation de Mary Harned
- 1908-1909 : The Stronger Sex de John Valentine
- 1913 : What happened to Mary d'Owen Davis
- 1915 : John Gabriel Borkman d'Henrik Ibsen, avec Roland Young
- 1918 : Jules César (Julius Caeasar) de William Shakespeare
- 1918-1919 : Roads of Destiny de Channing Pollock, avec Edmund Lowe
- 1919-1920 : Hamlet de William Shakespeare
- 1919-1921 : La Nuit des rois, ou Ce que vous voudrez (Twelfth Night, or What you will) et La Mégère apprivoisée (The Taming of the Shrew) de William Shakespeare
- 1921 : Le Marchand de Venise (The Merchant of Venice) de William Shakespeare
- 1922 : Salomé (Salome) d'Oscar Wilde
- 1926-1927 : Daisy Mayme de (et mise en scène par) George Kelly, avec Madge Evans, Josephine Hull
- 1927 : Canción de cuna (The Craddle Song) de Gregorio et María Martínez Sierra, adaptation de John Garrett Underhill, avec J. Edward Bromberg, Josephine Hutchinson
- 1927 : Op Hoop van Zegen (en) (The Good Hope) d'Herman Heijermans, adaptation avec J. Edward Bromberg, Josephine Hutchinson, Eva Le Gallienne
- 1927 : Ranke Viljer, og 2 x 2 = 5 (2 x 2 = 5) de Gustav Wied, adaptation avec J. Edward Bromberg, Josephine Hutchinson
- 1928 : The First Stone de Walter Ferris, avec Josephine Hutchinson, Eva Le Gallienne
- 1928 : Hedda Gabler d'Henrik Ibsen, avec Josephine Hutchinson, Eva Le Gallienne
- 1928 : Le Bourgeois gentilhomme (The Would-Be Gentleman) de Molière, adaptation de F. Anstey, avec J. Edward Bromberg
- 1929 : La Consulesa (The Lady from Alfaqueque) de Joaquín et Serafín Álvarez Quintero, adaptation d'Helen Granville-Barker, avec J. Edward Bromberg
- 1929 : Ekatarina Ivanovna (Katerina) de Leonid Andreïev, adaptation d'Herman Bernstein, avec J. Edward Bromberg, Alla Nazimova
- 1929 : Mademoiselle Bourrat (titre original et anglais) de Claude Anet, avec Josephine Hutchinson
- 1929-1930 : Le Cadavre vivant (The Living Corpse) de Léon Tolstoï, adaptation avec J. Edward Bromberg, Josephine Hutchinson, Eva Le Gallienne
- 1930 : Roméo et Juliette (Romeo and Juliet) de William Shakespeare, avec J. Edward Bromberg, Howard Da Silva, Burgess Meredith
- 1930-1931 : Alison's House de Susan Glaspell, avec Howard Da Silva, Josephine Hutchinson, Eva Le Gallienne
- 1931 : La Dame aux camélias (Camille) d'Alexandre Dumas fils, d'après son roman éponyme, adaptation d'Henriette Metcalf, avec Howard Da Silva, Josephine Hutchinson, Eva Le Gallienne
- 1932 : Électre (Electra) de Sophocle, avec Charles Waldron, Blanche Yurka
- 1932 : La Lune dans le fleuve jaune (The Moon in the Yellow River) de William Denis Johnston, avec Henry Hull, Claude Rains
- 1932 : Men Must Fight de Reginald Lawrence et S. K. Lauren, avec Edgar Barrier, Gilbert Emery, Douglass Montgomery, Erin O'Brien-Moore, Kent Smith
- 1934 : John Brown de Ronald Gow, produite et mise en scène par George Abbott, avec John Emery, Ernest Whitman, George Abbott
- 1935 : Campo de armiño (Field of Ermine) de Jacinto Benavente, adaptation de John Garrett Underhill
- 1935 : Few are chosen de Nora Lawlor
- 1935-1936 : Orgueil et Préjugés (Pride and Prejudice), adaptation d'Helen Jerome, d'après le roman éponyme de Jane Austen, avec Lucile Watson